# Ischnolea crinita
Ischnolea crinita är en skalbaggsart som beskrevs av Thomson 1860. Ischnolea crinita ingår i släktet Ischnolea och familjen långhorningar.
Artens utbredningsområde är Paraguay. Inga underarter finns listade i Catalogue of Life.